# Bohuslav Havránek
Bohuslav Havránek, född 30 januari 1893 i Prag, död 2 mars 1978 i Prag, var en tjeckisk filolog och litteraturhistoriker. Havránek, som var en framträdande strukturalist, var en av grundarna av Pragskolan. Havránek var professor vid Masarykuniversitetet i Brno och senare vid Karlsuniversitetet i Prag. 

## Biografi
Havránek arbetade som lärare i Prag från 1917 till 1929. År 1926 var han med och grundade Pragskolan och utvecklade dess lingvistiska teori och metodologi. År 1935 grundade Havránek tidskriften Slovo a slovesnost. 
År 1930 utnämndes Havránek till professor vid Masarykuniversitetet i Brno. Han undervisade där tills de tjeckiska universiteten stängdes av den tyska ockupationsmakten år 1939. I Brno kom han i kontakt med Levá fronta, en sammanslutning av vänsterintellektuella. Havránek undertecknade 1948 ett manifest, vilket stödde den kommunistiska statskuppen.
År 1952 blev Havránek direktor för Institutet för tjeckiska språket samt Tjeckoslovakiska vetenskapsakademin.

## Utmärkelser
- Republikens orden
- De heliga Kyrillos och Methodios orden